# Nhà Tân
Nhà Tân (tiếng Trung: 新朝; Hán-Việt: Tân triều; bính âm: Xīn Cháo) (9-23) là một triều đại tiếp sau nhà Tây Hán và trước nhà Đông Hán trong lịch sử Trung Quốc. Vị hoàng đế duy nhất của nhà Tân là Vương Mãng.

## Thành lập
Xem chi tiết: Vương Mãng
Từ khi hoàng hậu Vương Chính Quân, vợ vua Hán Nguyên Đế đắc sủng, ngoại thích họ Vương bắt đầu tham gia triều chính: các anh em Vương hoàng hậu là Vương Phượng, Vương Căn, Vương Thương, Vương Lập, Vương Âm được phong làm đại thần trong triều. Một người em khác của Vương hậu là Vương Mạn mất sớm, con là Vương Mãng khi lớn cũng được đưa vào triều làm quan.
Nhờ chăm chỉ học hành và tỏ ra khiêm tốn, liêm khiết, hết lòng vì việc công, gạt bỏ những chuyện riêng tư, Vương Mãng được sự tín nhiệm của mọi người. Ông lần lượt thăng tiến vào các chức vụ quan trọng trong triều, kế tục các chức: Năm 16 TCN làm Kỵ đô uý, năm 8 TCN thăng lên Đại Tư mã. Khi Hán Thành Đế qua đời không có con nối, một người trong tông thất, cháu trai của bà Vương Chính Quân là Hán Ai Đế lên ngôi (7 TCN), lực lượng ngoại thích mới vào triều nắm quyền. Vương Mãng thất thế trong cuộc đấu tranh quyền lực và phải rút lui khỏi chính trường một thời gian.
Ông bắt đầu lấy lại quyền lực sau cái chết của Hán Ai Đế vào năm 1 TCN. Hán Ai Đế hoang dâm và mất sớm, Vương Mãng nhanh chóng trở lại chính trường với sự hậu thuẫn của cô Vương Chính Quân vẫn còn ảnh hưởng trong triều đình. Ông lần lượt loại bỏ các phe cánh ngoại thích mới của họ Phó, họ Đinh và họ Vệ, một mình nắm quyền. Ông dựng các vị vua thiếu niên lên ngôi để dễ khống chế.
Sau nhiều năm thăng tiến, khuynh loát quyền hành trong triều, Vương Mãng cuối cùng ông đã đầu độc Hán Bình Đế (năm 5) và phế Hán Nhũ Tử (Lưu Anh), lên ngôi hoàng đế vào năm 8 (năm 9 theo dương lịch).

## Đối nội
Xem chi tiết: Cải cách thời Vương Mãng
Vương Mãng mang hoài bão phục cổ, tái tạo nền văn minh cổ xưa, xây dựng một thế giới lý tưởng. Ông đã thực hiện hàng loạt cải cách ảnh hưởng toàn diện đến xã hội Trung Quốc khi đó. Mặc dù có những ý tưởng lớn lao nhưng cuộc cải cách của Vương Mãng không thực tế khiến nó không thể đi đến thành công. Các cải cách của ông nhằm đạt đến mục tiêu hoàn mỹ và ông không ngần ngại động chạm đến tất cả mọi người.

### Cải cách kinh tế
Năm 9, Vương Mãng ban hành cải cách. Các chính sách chủ đạo của Vương Mãng là:
1. Chế độ "vương điền": Đất đai thuộc sở hữu của triều đình, tư nhân không được phép mua bán. Phân phối lại ruộng đất, không có tá điền, trên nguyên tắc mỗi cặp vợ chồng được chia 100 mẫu[7]. Chính sách này động chạm đến gần như cả xã hội: nó không chỉ đụng chạm rất nhiều đến lợi ích của người có nhiều ruộng đất trong xã hội phong kiến (tầng lớp địa chủ) khiến họ tìm cách che giấu, phân tán và chống đối; với người nông dân, những hứa hẹn ban đầu về ruộng đất có thể khiến họ phấn chấn nhưng sau đó hiệu quả thực thi không có khiến họ trở nên phẫn nộ[8].
2. Chấm dứt chế độ nô lệ, chấm dứt mua bán nô tỳ. Thực hiện lao động bắt buộc: người vô công rỗi nghề mỗi năm phải nộp 1 tấm vải, nếu không đóng được thì bị phạt phải đi lao động khổ sai. Vương Mãng ngăn cản việc mua bán, đảm bảo cho nông thôn có sức lao động để triều đình không bị thất thu. Nhưng Vương Mãng lại không hề đề ra biện pháp nào để ngăn chặn việc những người nông dân bị bần cùng hoá cũng sẽ phải trở thành nô tỳ. Một mặt, Vương Mãng ra quy định cấm mang vợ con người khác bán làm nô tỳ, mặt khác ông lại quy định ai phạm lệnh cấm sẽ bị sung làm nô tỳ. Các chủ nô thì bị động chạm lợi ích nên tìm cách chống đối, mặt khác họ cũng có nguy cơ bị trở thành nô tỳ nếu phạm lệnh cấm, do đó số người phản đối ngày một nhiều[9].
3. Cải cách về tiền tệ gây nhiều hỗn loạn nhất trong xã hội Trung Quốc khi đó[10]. Vương Mãng nhiều lần hạ lệnh cải cách tiền tệ và lần nào cũng phức tạp, gây phiền hà cho đời sống. Tiền mới nhẹ hơn tiền cũ khuyến khích người ta đúc giả. Vương Mãng lại ra lệnh từ liệt hầu trở xuống không được trữ vàng. Điều đó khiến các địa chủ nhỏ, trung bình và thương nhân rất bất mãn. Cực đoan hơn, Vương Mãng còn ra quy định bất kỳ ai ra đường cũng phải mang theo "bố tiền" (tiền mới của triều đình), nếu không thì bị xem là thiếu chứng minh hợp pháp. Khi tiền tệ trở thành một thứ giấy thông hành thì tác dụng lưu thông của nó cũng không còn.
4. Thực thi chế độ chuyên doanh: chính quyền trung ương chuyên doanh rượu, muối và đồ sắt. Thực hiện chính sách kinh tế có kế hoạch, giá cả do triều đình khống chế nhằm ngăn chặn con buôn thao túng thị trường, loại trừ hiện tượng có người giàu người nghèo. Ông xuống chiếu thi hành "Ngũ quân lục quản", tại những thành lớn như Trường An, Lạc Dương, Hàm Đan, Lâm Tri, Uyển thành, Thành Đô… có một tổ chức gọi là Ngũ quân ty thị sư để quản lý thị trường. Vào giữa mỗi quý sẽ có quan Ty thị vật giá đi bình xét ở địa phương, gọi là "thị bình". Nếu vật giá cao hơn "thị bình" quan Ty thị sẽ bán ra theo giá thị bình; nếu vật giá thấp hơn thị bình thì dân chúng được phép mua bán tự do. Những mặt hàng nhu yếu phẩm như ngũ cốc, vải vóc nếu bị ế ẩm thì Ty thị sẽ mua theo giá vốn. Vương Mãng muốn triều đình khống chế giá cả để làm lợi cho dân, nhưng ông lại bổ nhiệm nhân sự không thoả đáng. Ông cho những thương gia giàu có giữ chức Lục quản. Những người này đều lợi dụng chức vụ để thao túng thị trường, câu kết với các thương nhân tuỳ ý định giá để làm giàu.
5. Thuế thu nhập thu theo công thức "thập nhất" (1/10) đối với người tự do kiếm sống như kinh doanh công thương, kiếm bắt hái lượm trong rừng, săn bắt cá, bói toán, chữa bệnh, chăn tằm… Ai cố ý giấu giếm không khai báo sản phẩm kiếm được sẽ bị phạt làm lao động khổ sai 1 năm. Vương Mãng có phần hà khắc với những người lao động nghèo khổ. Bản thân họ không có ruộng đất, phải vào rừng, ra sông mưu sinh từng bữa nhưng cũng phải nộp thuế là một gánh nặng, khiến họ tuyệt đường sinh sống[11].

### Cải cách hành chính
Vương Mãng ra lệnh thay đổi tên gọi các địa phương theo ý thích, bất kể thói quen nhiều đời và điều kiện vật chất ở các nơi đó. Không chỉ như vậy, ông còn ra lệnh điều chỉnh khu vực hành chính và chức năng quyền hạn của các đơn vị hành chính.
Mặc dù mỗi lần thay đổi là tạo ra nhiều rắc rối, nhưng Vương Mãng vẫn tiếp tục thay đổi nhiều lần. Có quận trong vòng 1 năm đổi tên tới 5 lần, cuối cùng lại dùng tên cũ ban đầu.
Sự phức tạp của tên gọi hành chính khiến tất thảy quan lại và dân chúng đều chán ghét.

## Đối ngoại
Vương Mãng tiến hành các cuộc chiến tranh gây chiến với các nước phía tây, gây oán với Câu Ninh vương ở Tây nam, tiến đánh đất Ba Thục, tại những nơi có khí hậu khắc nghiệt quân sĩ 10 phần bị bệnh dịch chết đến 6 phần.
Vương Mãng uy hiếp người Khương phải hiến vùng đất xung quanh hồ Thanh Hải để lập quận Tây Hải qua đó sẽ kết hợp các quận Bắc Hải, Nam Hải, Đông Hải, Tây hải thành Tứ hải. Để lập quận Tây Hải, Vương Mãng cưỡng chế di dân, đặt ra 50 điều luật để có nhiều người phạm tội cho đủ số và bắt đày đi Tây hải, gây bao oán ghét trong dân.
Năm 10, Vương Mãng buộc Hung Nô phải đổi tên gọi thành "Cung Nô", "Hàng Nô"; đổi Thiền Vu thành "Thiện Vu", "Phục Vu"; lại chia Hung Nô thành 15 bộ, phái người mang của cải châu báu đến Tái hạ chiêu tập con cháu của Hô hàn Gia để đưa lên làm Thiền vu các bộ. Từ đó Hung Nô liên tục xâm phạm biên giới giết người cướp của. Thái thú, đô úy hai quận Nhạn Môn, Sóc phương bị giết; riêng gia súc và tài sản bị cướp đi vô số. Vương Mãng bèn phái 12 tướng quân, 30 vạn quân chuẩn bị chia thành 10 cánh để tổng tấn công toàn diện Hung Nô. Triều đình đã chuẩn bị quân lương từ Giang Hoài và vùng duyên hải chuyển vận lên biên cương phía bắc làm rung động thiên hạ. Vì cùng muốn xuất quân cùng một lúc nên những đội quân đến trước phải chờ đợi tại biên cương hàng năm trời mà vẫn không tập hợp đủ làm cho cả vùng biên giới bị xơ xác.

## Diệt vong

### Khởi nghĩa nông dân và bạo loạn
Cải cách của Vương Mãng không thành công, giai cấp địa chủ vẫn chiếm nhiều ruộng đất, thêm vào đó thiên tai như hạn hán, châu chấu cắn lúa xảy ra khắp nơi, nên làm cho nông dân đói khổ, nên nhiều nơi nông dân nổi dậy khởi nghĩa.
Năm 15 ở quận Ngũ Nguyên và Đại quận nổ ra những cuộc phản kháng của nhân dân chống lại việc binh dịch đánh Hung Nô, đông vài ngàn người. Năm 16, tại Lang Nha, Hải Khúc nổ ra cuộc phản kháng do người phụ nữ là Lã Mẫu đứng đầu. Lã Mẫu tự xưng là tướng quân, quân đông vài vạn người. Cùng năm đó ở quận Cối Kê nổ ra cuộc nổi dậy của Qua Điền.
Năm 17, những người dân bị đói kém ở Tân Thị thuộc Kinh châu theo Vương Khuông, Vương Phượng nổi dậy khởi nghĩa chống triều đình. Ít lâu sau, các cánh quân khởi nghĩa khác của Mã Vũ ở Nam Dương, Vương Thường và Thành Đan ở Dĩnh Xuyên đến gia nhập, quân khởi nghĩa lớn mạnh nhanh chóng. Vì cánh quân này lấy núi Lục Lâm làm căn cứ nên được gọi là quân Lục Lâm.
Năm 18, hơn 100 người nghèo khổ ở Lang Nha theo Phàn Sùng khởi nghĩa ở đất Cử. Do hai vùng Thanh châu, Từ châu mắc thiên tai, nhân dân đi theo Phàn Sùng rất đông. Để phân biệt với quân nhà Tân, quân khởi nghĩa nhuộm đỏ lông mày, nên gọi là quân Xích Mi. Cánh quân của Phùng An và Dương Âm có vài vạn người về quy phục Phàn Sùng. Một thời gian sau, khi Lã Mẫu chết, tàn quân cũng kéo về theo Phàn Sùng. Quân Xích Mi lập căn cứ ở Thái Sơn, hoạt động ở Thái Am, Lai Vu, Phì Thành, Bình Âm, Đông A thuộc nam bắc sông Hoàng Hà.
Năm 20, phát sinh thêm các cuộc nổi dậy của Phùng Tích Cầu ở Cự Lộc và Tần Phong ở Nam Quận.
Hai cánh quân khởi nghĩa Lục Lâm và Xích Mi trở thành lực lượng chống nhà Tân mạnh nhất.

### Mặt trận tan vỡ
Vương Mãng phái các tướng cầm quân đi dẹp. Năm 21, quan trấn thủ Kinh châu được lệnh mang 2 vạn quân trấn dẹp quân Lục Lâm, bị quân Lục Lâm dưới quyền chỉ huy của Vương Khuông đánh tan ở Vân Đỗ. Cùng năm, Vương Mãng lại phái thái sư Cảnh Thượng đi đánh quân Xích Mi, cũng bị quân Xích Mi tiêu diệt, Cảnh Thượng bị tử trận. Vương Mãng nghe tin bèn sai thái sư mới là Vương Khuông cùng Liêm Đan chỉ huy quân Cánh Thủy mang hơn chục vạn quân đi dẹp Xích Mi, bị quân chủ lực của Phàn Sùng ở Thành Xương đánh cho đại bại. Liêm Đan tử trận, Vương Khuông chạy trốn. Quân Xích Mi sau trận đó phát triển lên hơn 10 vạn người.
Sang năm 22, quân Lục Lâm được sự gia nhập của quân Bình Lâm của Trần Mục và một tông thất nhà Hán là Lưu Huyền; sau đó cánh quân Thung Lăng của anh em tông thất thuộc chi khác nhà Hán là Lưu Diễn và Lưu Tú cũng đến gia nhập. Lực lượng quân Tân Thị mạnh lên nhiều.
Năm 23, quân Lục Lâm tôn Lưu Huyền lên làm hoàng đế với danh nghĩa khôi phục nhà Hán để đánh nhà Tân, tức là vua Canh Thủy Đế.
Tháng 6 năm 23, quân Lục Lâm đánh chiếm Uyển Thành và Côn Dương. Vương Mãng phái đại tư không Vương Ấp và đại tư đồ Vương Tầm thống lĩnh hơn 43 vạn quân đến đánh Côn Dương. Lực lượng quân Lục lâm ở đây chỉ có 8000 quân cố thủ. Trong tình thế nguy cấp Lưu Tú dẫn 13 người phá vây xông ra ngoài thành và nhanh chóng dẫn mấy ngàn quân cứu viện trở lại giải vây. Thừa lúc quân của Vương Ấp khinh địch lơi lỏng, Lưu Tú thống lĩnh 3000 quân bất ngờ tấn công đại phá quân địch. Quân trong thành cũng xông ra ngoài 2 mặt giáp công tiêu diệt quân chủ lực của Vương Ấp, giết chết Vương Tầm. Đây là trận Côn Dương, trận đánh bước ngoặt trong cuộc chiến chống nhà Tân.
Nhân lúc quân Tân thua tan tác, các thổ hào các vùng nổi dậy cát cứ: Quỳ Ngao ở Thiên Thủy, Công Tôn Thuật ở Thành Đô, Đậu Dung ở Tây Hà, Lý Hiến ở Lư Giang, Trương Bộ ở Lang Nha, Đổng Hiến ở Đông Hải… Chính quyền nhà Tân lúc đó rất suy yếu, thực tế chỉ còn Trường An và Lạc Dương. Nhân đà thắng lợi, quân Lục Lâm chia làm hai đường tiến đánh nhà Tân: Một cánh đánh về phía tây, vào cửa Vũ Quan để tiến vào Trường An; cánh quân kia tiến đánh Lạc Dương.
Tháng 7 năm 23, thành Lạc Dương bị quân Lục Lâm hạ, thái sư nhà Tân là Vương Khuông và Ai Chương bị bắt sống mang về Uyển Thành chém đầu.

### Kết cục tại Trường An
Tình hình Trường An nguy ngập. Trong thành, Vệ tướng quân Vương Thiệp, Quốc sư Lưu Hâm và Đại tư mã Đổng Trung mưu bắt Vương Mãng để đầu hàng Lưu Huyền. Nhưng 3 người không quyết đoán hành động, lại muốn chờ tới lúc "sao Thái Bạch mọc" mới khởi sự, nên việc bị bại lộ. Cả ba người đều bị giết.
Tháng 9 năm 23, lúc quân Lục Lâm vượt qua ải Vũ Quan, tiến đánh Tích Thủy, Đan Thủy thì cánh quân mới nổi dậy của Quỳ Ngao cũng chĩa mũi tấn công vào kinh thành nhà Tân. Kinh thành bị ép từ hai phía đông tây.
Vương Mãng vội tha cho các tù nhân trong kinh thành, sai ra đánh địch. Nhưng cánh quân này vừa ra khỏi Vị Kiều lại làm phản, đào phá mộ tổ nhà họ Vương, đốt cháy quan tài và các công trình miếu thờ của triều đình như Minh Đường, Tịch Ung…
Khi quân Lục Lâm tiến vào Trường An thì nhân dân trong thành cũng vùng dậy chống triều đình. Ngày 3 tháng 10, Vương Mãng và các công khanh, đại phu và hoạn quan chạy đến Tiệm Đài, hy vọng vào sự ngăn trở của hồ nước xung quanh để chống lại quân địch. Quân Lục Lâm kéo đến nơi, vây Tiệm Đài nhiều lớp. Hai bên đánh giáp lá cà. Cha con Vương Ấp xung đột rồi đều tử trận. Các công khanh khác trong Tiệm Đài cũng bị giết. Trong lúc lộn xộn ở Tiệm Đài, Vương Mãng bị thương nhân Đỗ Ngô giết chết. Nhà Tân sụp đổ, tồn tại tất cả 16 năm (9 – 23).
Cuộc hỗn chiến giữa các lực lượng chống nhà Tân như quân Lục Lâm, quân Xích Mi và các thế lực cát cứ khác cuối cùng dẫn đến sự thành lập của nhà Đông Hán do một tông thất nhà Hán ly khai từ quân Lục Lâm là Lưu Tú đứng đầu.